# Campeonato Centroamericano
El Campeonato Centroamericano (en inglés Championship of Central America) también conocido como "Campeonato de Centroamérica y México" o "Campeonato de Centroamérica y el Caribe", fue el primer intento de organizar una competición entre clubes de fútbol pertenecientes a la zona de América del Norte, América Central y el Caribe. Este torneo fue el precursor de la Copa de Campeones de la CONCACAF por lo que es considerado de carácter amistoso por dicha confederación y solamente tuvo dos ediciones, la primera de ellas en 1959.

## Historia
El Campeonato Centroamericano fue organizado por la CCCF y NAFC en el año de 1959. Durante la primera edición, participaron 4 equipos (Alajuelense, FAS, Guadalajara y Olimpia), siendo este último el primer campeón del torneo. En esa edición el Club Deportivo Guadalajara y el Club Deportivo Olimpia quedaron con la misma cantidad de puntos, 4 en total, pero el Olimpia fue el campeón por una mejor diferencia de goles (+2).
Para 1960 no se organiza ninguna competición similar, fue hasta 1961 que la segunda edición del campeonato se disputó. En esa ocasión no participó ningún equipo de México ni de la NAFC, y en su lugar fue incorporado un equipo del Caribe, el Jong Holland de Antillas Neerlandesas. Representando al fútbol centroamericano, participaron Águila, Alajuelense, Comunicaciones y Olimpia.
En sus dos ediciones, todos los equipos participantes clasificaron por ser los campeones de sus respectivos torneos locales.
En el año de 1961, la Confederación Centroamericana y del Caribe de Fútbol y la Confederación Norteamericana de Fútbol se unieron para formar una sola confederación, a la cual se le dio el nombre de Concacaf. Con la unión de ambas confederaciones, nace una nueva competición de clubes, la Copa de Campeones de la Concacaf, que se empezó a disputar en el año de 1962.

## Historial
| Temporada | Campeón                  | Resultado   | Subcampeón                         | Semifinalistas           | Semifinalistas           | Semifinalistas           | Semifinalistas           | Semifinalistas           | Semifinalistas           | Semifinalistas           | Semifinalistas           | Semifinalistas           | Semifinalistas           | Semifinalistas    | Semifinalistas    | Semifinalistas    | Semifinalistas    | Semifinalistas    | Semifinalistas    | Semifinalistas    | Semifinalistas    | Semifinalistas    | Semifinalistas    |
| --------- | ------------------------ | ----------- | ---------------------------------- | ------------------------ | ------------------------ | ------------------------ | ------------------------ | ------------------------ | ------------------------ | ------------------------ | ------------------------ | ------------------------ | ------------------------ | ----------------- | ----------------- | ----------------- | ----------------- | ----------------- | ----------------- | ----------------- | ----------------- | ----------------- | ----------------- |
| 1959      | Olimpia Honduras         | (1)         | Guadalajara México                 | Alajuelense · Costa Rica | Alajuelense · Costa Rica | Alajuelense · Costa Rica | Alajuelense · Costa Rica | Alajuelense · Costa Rica | Alajuelense · Costa Rica | Alajuelense · Costa Rica | Alajuelense · Costa Rica | Alajuelense · Costa Rica | Alajuelense · Costa Rica | FAS · El Salvador | FAS · El Salvador | FAS · El Salvador | FAS · El Salvador | FAS · El Salvador | FAS · El Salvador | FAS · El Salvador | FAS · El Salvador | FAS · El Salvador | FAS · El Salvador |
| 1961      | Alajuelense · Costa Rica | 1 - 1 2 - 1 | Jong Holland Antillas Neerlandesas | Águila · El Salvador     | Águila · El Salvador     | Águila · El Salvador     | Águila · El Salvador     | Águila · El Salvador     | Águila · El Salvador     | Águila · El Salvador     | Águila · El Salvador     | Águila · El Salvador     | Águila · El Salvador     | -                 | -                 | -                 | -                 | -                 | -                 | -                 | -                 | -                 | -                 |

1 No hubo un partido final, el campeonato se decidió por una ronda final.

## Palmarés

### Títulos por equipo
| Equipo       | Títulos | Subcampeón | Años campeón | Años subcampeón |
| ------------ | ------- | ---------- | ------------ | --------------- |
| Alajuelense  | 1       | 0          | 1961         | -               |
| Olimpia      | 1       | 0          | 1959         | -               |
| Jong Holland | -       | 1          | -            | 1961            |
| Guadalajara  | -       | 1          | -            | 1959            |

### Títulos por país
| País                  | Títulos | Subtítulos |
| --------------------- | ------- | ---------- |
| Costa Rica            | 1       | 0          |
| Honduras              | 1       | 0          |
| Antillas Neerlandesas | -       | 1          |
| México                | -       | 1          |

## Datos y estadísticas

### Tabla histórica
| Pos. | Club           | País                  | Part. | PJ | PG | PE | PP | GF | GC | Dif. | Pts. |
| ---- | -------------- | --------------------- | ----- | -- | -- | -- | -- | -- | -- | ---- | ---- |
| 1    | Alajuelense    | Costa Rica            | 2     | 9  | 4  | 4  | 1  | 20 | 10 | +10  | 12   |
| 2    | Olimpia        | Honduras              | 2     | 5  | 2  | 1  | 2  | 10 | 10 | 0    | 5    |
| 3    | Guadalajara    | México                | 1     | 3  | 1  | 2  | 0  | 5  | 4  | +1   | 4    |
| 4    | Águila         | El Salvador           | 1     | 4  | 1  | 1  | 2  | 4  | 9  | -5   | 3    |
| 5    | Jong Holland   | Antillas Neerlandesas | 1     | 2  | 0  | 1  | 1  | 2  | 3  | -1   | 1    |
| 6    | Comunicaciones | Guatemala             | 1     | 2  | 0  | 1  | 1  | 2  | 3  | -1   | 1    |
| 7    | FAS            | El Salvador           | 1     | 3  | 0  | 1  | 2  | 1  | 5  | -4   | 1    |

### Tabla histórica de goleadores
| Pos. | Jugador                | G. | Part. | Prom. | Debut | Clubes           |
| ---- | ---------------------- | -- | ----- | ----- | ----- | ---------------- |
| 1    | Juan Ulloa             | 8  | 7     | 1.14  | 1959  | Alajuelense (8)  |
| 2    | Guido Alvarado         | 4  | 4     | 1     | 1961  | Alajuelense (4)  |
| 3    | Ronald Leaky           | 3  | 5     | 0.6   | 1959  | Olimpia (3)      |
| 4    | René Rodríguez         | 2  | 4     | 0.5   | 1959  | Olimpia (2)      |
| 5    | Guillermo Guerrero     | 2  | 3     | 0.67  | 1959  | Olimpia (2)      |
| 6    | Luis de la Torre       | 2  | 3     | 0.67  | 1959  | Guadalajara (2)  |
| 7    | Carlos Enrique Herrera | 2  | 5     | 0.4   | 1959  | Alajuelense (2)  |
| 8    | Hubert Schoop          | 2  | 2     | 1     | 1961  | Jong Holland (2) |
| 9    | Juan José Gámez        | 2  | 6     | 0.33  | 1961  | Alajuelense (2)  |

### Equipos
- Mayor cantidad de títulos obtenidos:  Olimpia y  Alajuelense con 1.
- Mayor cantidad de subcampeonatos:  Guadalajara y  Jong Holland con 1.
- Mayor cantidad de puntos obtenidos:  Alajuelense con 12.
- Mayor cantidad de partidos jugados:  Alajuelense con 9.
- Mayor cantidad de partidos ganados:  Alajuelense con 4.
- Mayor cantidad de partidos empatados:  Alajuelense con 4.
- Mayor cantidad de partidos perdidos:  Olimpia,  Águila y  FAS con 2.
- Mayor cantidad de goles convertidos:  Alajuelense con 20.
- Menor cantidad de goles recibidos:  Alajuelense y  Olimpia con 10.
- Campeón invicto:
  -  Alajuelense.

### Goles
- Mayor goleada:
  - Alajuelense  6-0  Águila (1961)
- Mayor cantidad de goles en un empate: 
  - Águila  2-2  Comunicaciones (1961)

- Partido con más goles: 
  - Alajuelense  3-4  Olimpia (7 goles) en 1959.